# Jagdstaffel 26

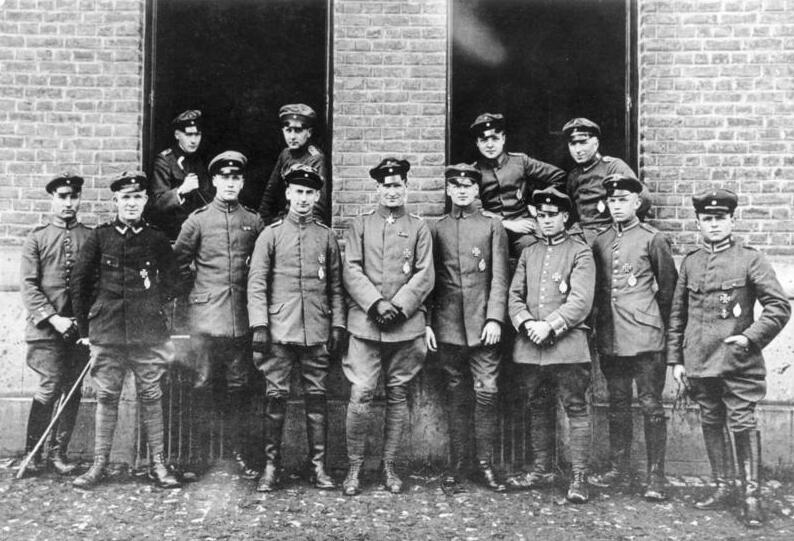
Piloci z Jasta 26 w maju 1918 r.

Jagdstaffel 26 – Königlich Preußische Jagdstaffel Nr. 26 – Jasta 26 jednostka lotnictwa niemieckiego Luftstreitkräfte z okresu I wojny światowej.

## Informacje ogólne
Jednostka została utworzona na początku 14 grudnia 1916 w Darmstadt we Fliegerersatz Abteilung Nr. 9. Po organizacji eskadry skierowano ją na front 27 stycznia 1917 roku i dowództwo powierzono porucznikowi Bruno Loerzerowi z Jagdstaffel 17. Jednostka została przydzielona w obszar działania Armii B.
21 lutego 1918 roku utworzono podobne do Jagdgeschwader 1 zgrupowanie nazwane Jagdgeschwader Nr 3. Powstał on z czterech eskadr myśliwskich Jasta B, Jasta 26, Jagdstaffel 27 i Jagdstaffel 36 w jedną jednostkę taktyczną pod dowództwem asa Jasta 26 Bruna Loerzera. Dowództwo na eskadrą przeszło na brata Bruna Fritza Loerzera z Jagdstaffel 63.
Piloci eskadry latali na samolotach: Albatros D.III, Albatros D.V, a później Fokker D.VII oraz Fokker Dr.I. Samoloty eskadry miały malowane przody w biało czarne pasy.
Jasta 26 w całym okresie wojny odniosła ponad 176 zwycięstw nad samolotami nieprzyjaciela i 4 nad balonami nieprzyjaciela. W okresie od stycznia 1917 do listopada 1918 roku jej straty wynosiły 5 zabitych w walce, 12 rannych oraz 4 pilotów w niewoli.
Łącznie przez jej personel przeszło 17 asów myśliwskich:
Otto Fruhner (19), Bruno Loerzer (24), Erich Buder (12), Erich Schütze (2), Otto Esswein (12), Christian Mesch (13), Xavier Dannhuber (11), Fritz Loerzer (10), Friedrich „Fritz” Classen (10), Helmut Lange (9), Claus „Fritz” Riemer (8), Walter Blume (6), Franz Brandt (5), Hermann Wilhelm Göring (4), Fritz Gustav August Kosmahl (4), Hans Auer (3) Theodor Hermann Dahlmann (1), Heinrich Drekmann (1).

## Dowódcy Eskadry
| Stopień   | Nazwisko      | Okres                   |
| --------- | ------------- | ----------------------- |
| Porucznik | Bruno Loerzer | 21.01.1917 – 21.02.1918 |
| Porucznik | Fritz Loerzer | 21.02.1918 – 12.06.1918 |
|           | Bollmenn      | 12.06.1918 – 27.06.1918 |
| Porucznik | Franz Brandt  | 27.06.1918 – 22.08.1918 |
| Porucznik | Helmut Lange  | 22.08.1918 – 12.09.1918 |
| Porucznik | Franz Brandt  | 12.09.1918 – 11.11.1918 |